# Gianmarco Ariano
Gianmarco Ariano (Salerno, 21 ottobre 1970) è un militare italiano.